# Schacht (Höhlenkunde)

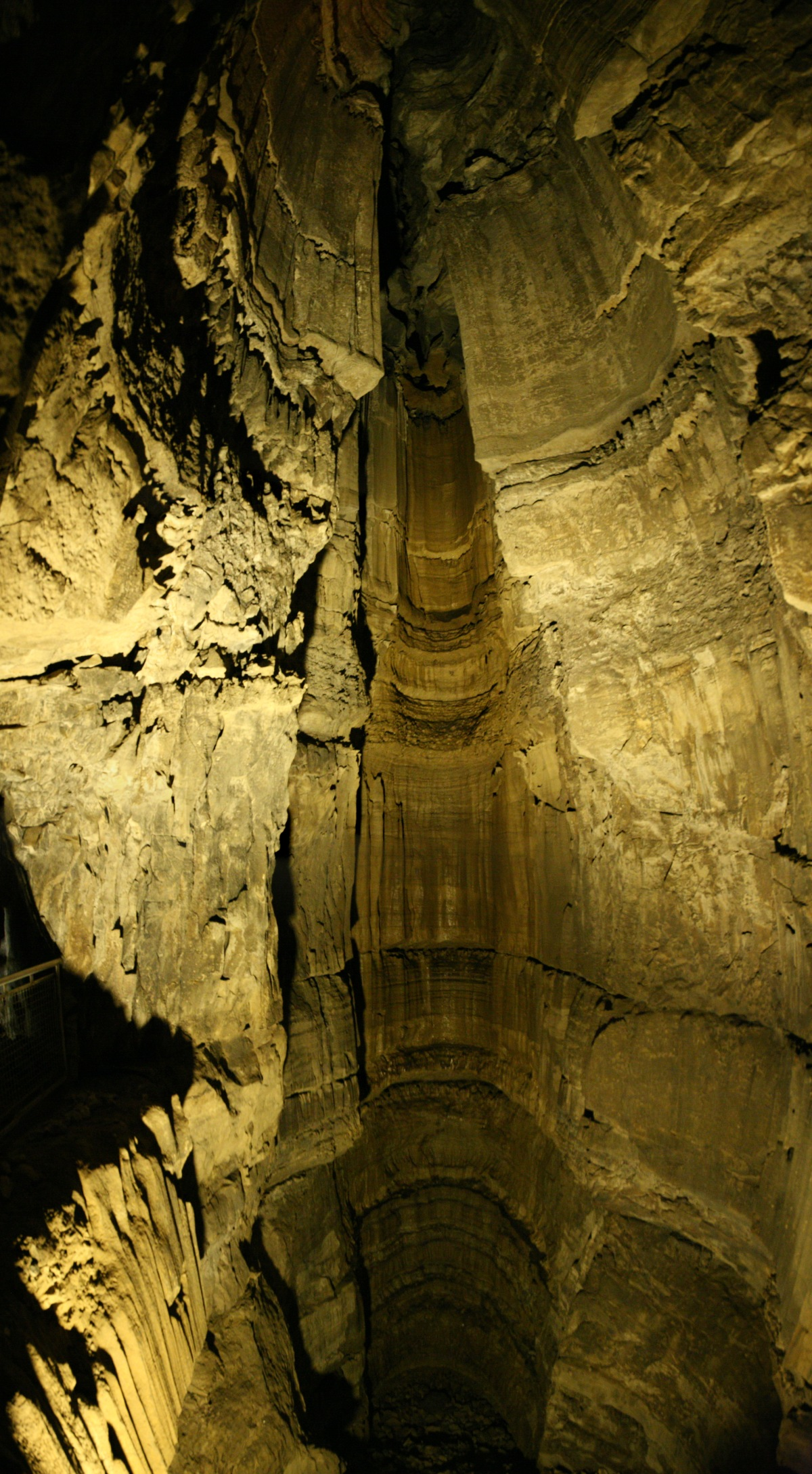
Schacht in der Mammoth Cave/Kentucky (USA).

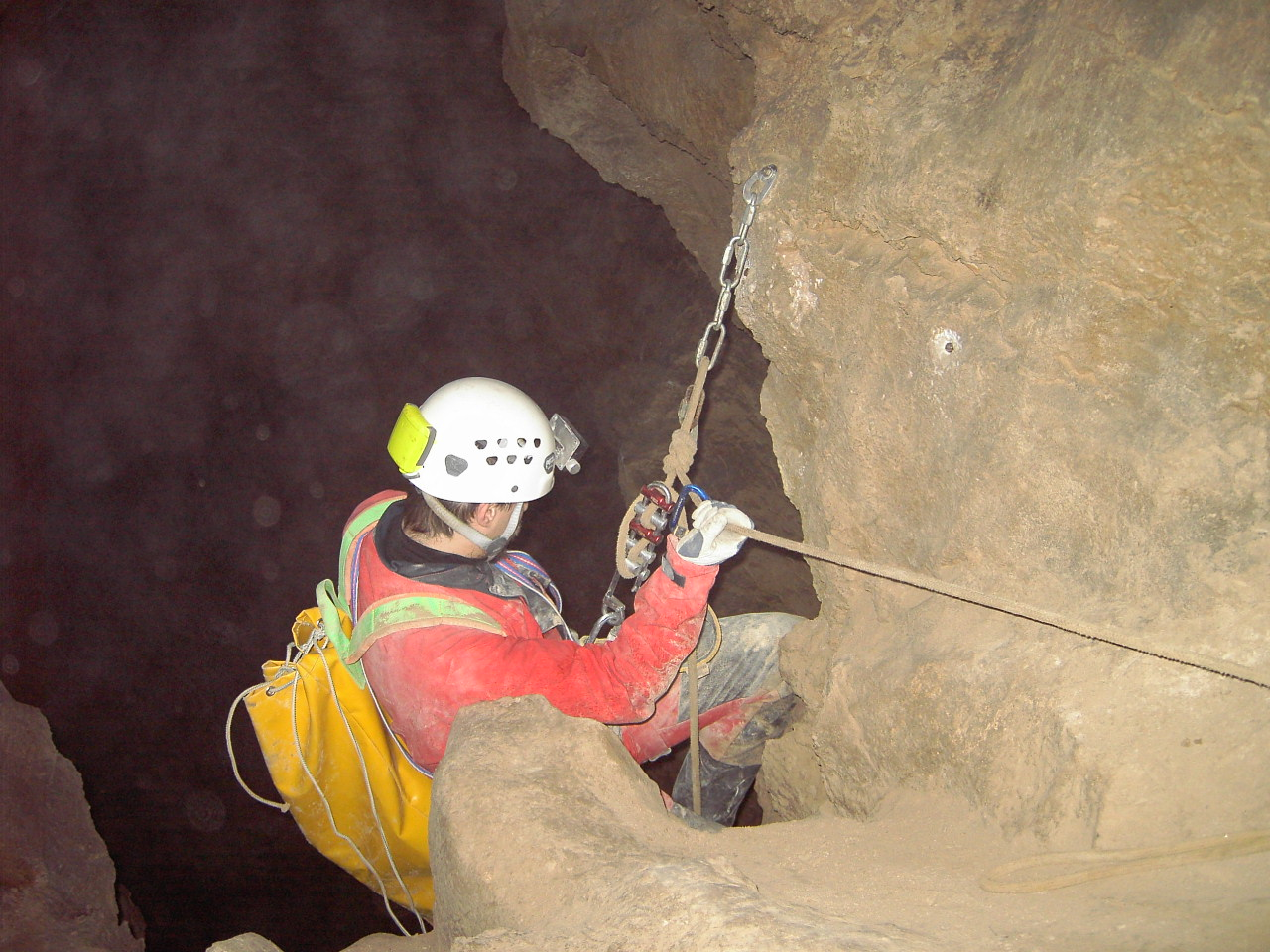
Speläologe kurz vor dem Abseilen im Riesenschacht der Hirlatzhöhle.

Ein Schacht (a) und ein Schlot (b)

Ein Schacht ist ein Begriff der Höhlenforschung für einen mehr oder weniger senkrechten Höhlenabschnitt, der sich in die Tiefe erstreckt.
Ein Schacht kann zugleich ein Schlot sein. Die Abgrenzung der Begriffe ist unscharf und hängt maßgeblich davon ab, von welcher Richtung aus der Bereich erforscht wird. Erfolgt die Erforschung maßgeblich von der Sohle aus, spricht man von einem Schlot.

## Entstehung
Die Ausbildung vertikaler Höhlenstrukturen wird durch verschiedene Faktoren bestimmt. Fließendes Wasser kann den senkrechten Kamin oder Schacht durch chemische Lösungsvorgänge oder korrasive Wirkung weiter vergrößern. Es wirken dabei Prozesse der Efforation (Druckerosion), Gravitationserosion (Tiefenerosion) und Seitenerosion.